# Cuca
Cuca ist ein kleiner archäologischer Fundort im mexikanischen Bundesstaat Yucatán in der Nähe von Tixpeual, rund 22 km östlich vom Stadtzentrum von Mérida. Der Fundort ist derzeit nicht öffentlich zugänglich.

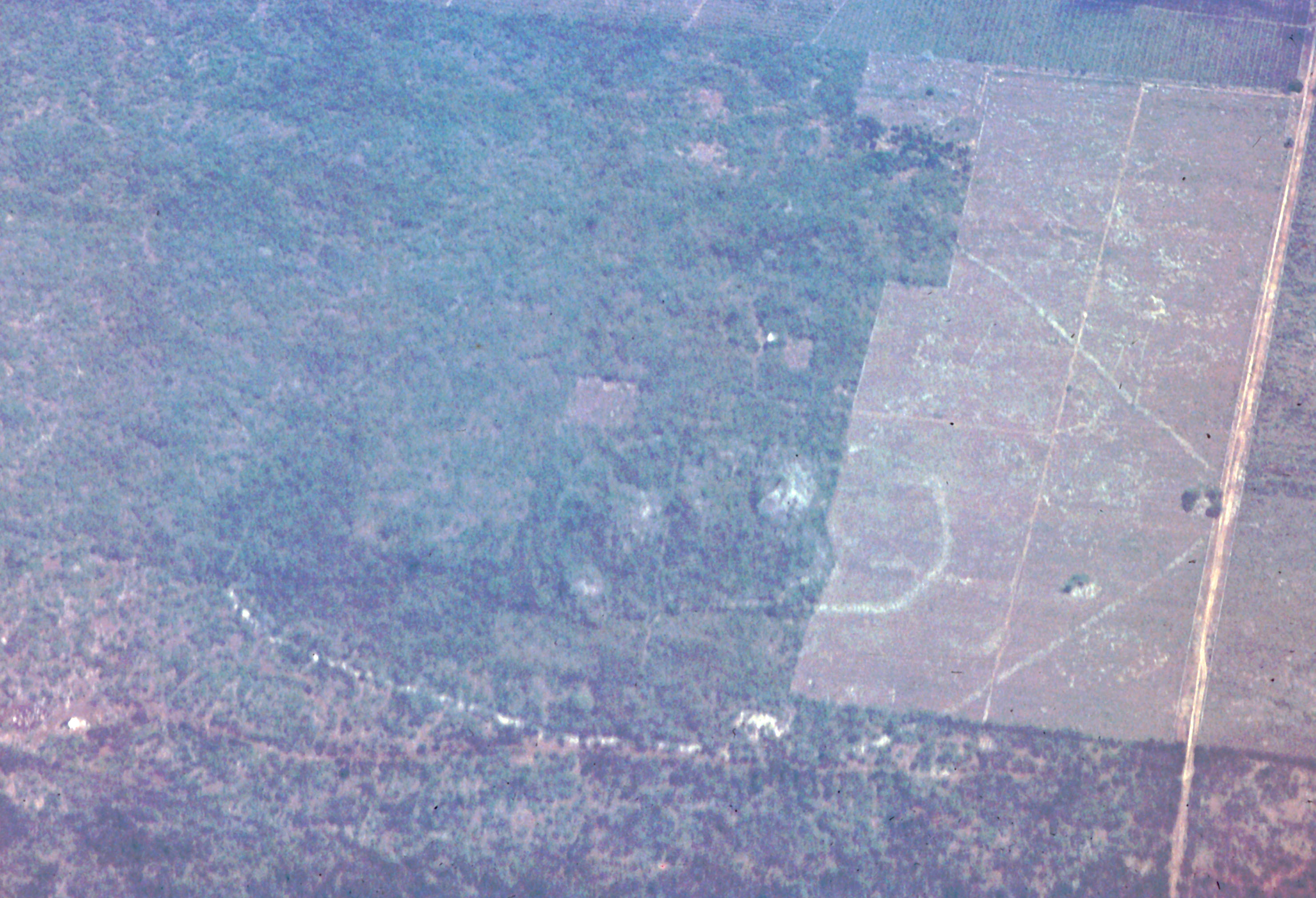
Cuca mit dem doppelten Mauerring, Flugaufnahme aus Süden

Cuca ist bedeutend durch zwei Mauerzüge, die das dicht bebaute, zeremonial-administrative Zentrum umgeben. Der äußere Mauerring ist 2,3 km lang, der innere nur ein Viertel davon. Die Landschaft ist völlig flach, der vielfach an die Oberfläche tretende Kalkfels ist stellenweise nur von einer extrem dünnen Bodenschicht bedeckt. In einer weiten Umgebung sind niedrige Plattformen für Wohnstätten vorhanden. Das Gebiet innerhalb des inneren Mauerringes zeigt die für Maya-Stätten übliche räumliche Organisation: mehrere verhältnismäßig große Pyramiden (die höchste im Südwesten ist 13 m hoch) und lang gestreckte Bauten sind um rechteckige Höfe angeordnet. Einzelne, weitgehend eingestürzte Bauten mit Mayagewölbe und Portalen mit Säulen und Kapitellen weisen auf eine Zugehörigkeit zum frühen Puuc-Stil hin. 
Die Anlage der äußeren Mauer, die eine große Plattform schneidet und einzelne kleine Bauten (so eine kleine Pyramide im Osten) einschließt, wurde zu einem späteren Zeitpunkt in der Geschichte der Siedlung errichtet. Bei der Mauer handelt es sich um eine 1 bis 2 m hohe und bis zu 10 m breite Masse an unbearbeiteten Steinen, mit einem außen liegenden, groben Stützmauerwerk. Der innere Mauerzug ist höher und breiter und wird von inneren und äußeren Stützmauern gehalten. Bei beiden Mauern sind keine Tore feststellbar. Ob die Mauern, insbesondere die äußere, eine Verteidigungsfunktion hatten, ist ungewiss. Es könnte sein, dass eine akute Bedrohung zu diesen Bauten geführt hat, welche eine beträchtliche Bauleistung darstellen, ihr Volumen wird auf rund 35.000 Kubikmeter geschätzt.